# داستين بيل
داستين بيل (بالإنجليزية: Dustin Bell)‏ هو لاعب كرة قدم أمريكية أمريكي، ولد في 18 أبريل 1987.